# سوسیالیسم بورژوائی
سوسیالیسم بورژوایی (به انگلیسی: Bourgeois socialism) یا سوسیالیسم محافظه‌کار (به انگلیسی: conservative socialism) اصطلاحی بود که توسط کارل مارکس و فردریش انگلس در مباحث مختلف از جمله در مانیفست کمونیست به‌کار برده‌شد. سوسیالیسم محافظه کار به‌عنوان لفظی تحقیرآمیز و نوعی سرزنش از سوی مارکس برای گونه‌های خاصی از سوسیالیسم مورد استفاده قرار می‌گرفت.

## تاریخچه
یکی از طرفداران اولیه سوسیالیسم محافظه‌کار، کلمنس فون مترنیخ، سیاست‌مدار اتریشی قرن نوزدهم در اوایل سال ۱۸۴۷ بود. سلطنت‌طلبان شروع به استفاده از سوسیالیسم به عنوان تضاد «لسه فر بورژوایی» کرده‌بودند که نشان دهنده اتکا به وجدان اجتماعی در مقابل فردگرایی بود. مترنیخ گفت که اهداف چنین سوسیالیسم محافظه کارانه‌ای، مسالمت آمیز، هماهنگ‌کننده طبقاتی، جهان میهنی به‌طور سنتی است. سوسیالیسم سلطنتی پدرسالاری اجتماعی را ترویج می‌کرد و پادشاه را به عنوان پدری که وظیفه دارد از مردم خود حفاظت کند، نشان داد. سوسیالیسم محافظه‌کار مترنیخ لیبرالیسم و ناسیونالیسم را اشکالی از دیکتاتوری طبقه متوسط بر توده‌ها می‌دانست.
یوهان کارل رودبرتوس، یک مالک و وکیل محافظه‌کار سلطنتی که در سال ۱۸۴۸ برای مدت کوتاهی به عنوان وزیر آموزش در پروس خدمت کرد، نوعی از سوسیالیسم دولتی را ترویج کرد که از یک دیکتاتوری منور و از مقررات دولتی اقتصاد حمایت می‌کرد. رودبرتوس از حذف مالکیت خصوصی زمین، با کنترل سرمایه ملی توسط دولت به جای توزیع مجدد سرمایه خصوصی، یعنی سرمایه‌داری دولتی، حمایت کرد. در دهه ۱۸۸۰، سوسیالیسم محافظه کار رودبرتوس به عنوان جایگزینی غیرانقلابی برای سوسیال دموکراسی و وسیله ای برای توجیه پذیرش سیاست‌های اجتماعی بیسمارک ترویج شد.

## سوسیالیسم جناح راست
سوسیالیسم دست راستی به عنوان یک اصطلاح تحقیرآمیز در مقابل برخی جنبش‌های محافظه‌کار و راست آزادی‌خواه بازار آزاد و سیاستمداران برای توصیف محافظه‌کاری پدرانه استفاده می‌شود، زیرا آنها آن را حمایت از پدرگرایی و همبستگی اجتماعی در مقابل تجاری‌گرایی، فردگرایی و آزادی می‌دانند. آنها استدلال می‌کنند که محافظه‌کاری پدرانه از سلسله مراتب اجتماعی دولتی حمایت می‌کند و به افراد و گروه‌های خاصی اجازه می‌دهد در چنین سلسله مراتبی که محافظه‌کار است، جایگاه بالاتری داشته باشند. 
روزنامه‌نگار چپ‌گرا، گلن گرینوالد، دوران ترامپ مانند استیو بنن و محافظه‌کار دیرینه تاکر کارلسون را نمونه‌هایی از سوسیالیست‌های راست‌گرای امروزی توصیف کرده‌است.
گرچه سوسیالیسم جناح راست متمایز است، اما در مقابل مارکسیسم-لنینیسم و دیگر آلترناتیوهای چپ رادیکال تر، معمولاً برای اشاره به اشکال سوسیال دمکراتیک معتدل سوسیالیسم نیز استفاده می‌شود. در طول دوره پس از جنگ در ژاپن، حزب سوسیالیست ژاپن خود را به دو حزب مختلف سوسیالیست تقسیم کرد که معمولاً به حزب سوسیالیست چپ ژاپن (به انگلیسی رسمی حزب سوسیالیست ژاپن) و حزب سوسیالیست راست ژاپن (رسما سوسیال) متمایز می‌شود. این حزب در انتخابات عمومی ۱۹۵۲ و ۱۹۵۳ بیش از ۱۰ درصد آرا را به دست آورد و یک حزب سوسیال دموکرات میانه‌رو و چپ میانه بود. در مانیفست کمونیست، کارل مارکس و فردریش انگلس از فلسفه فقر توسط نویسنده و نظریه‌پرداز آنارشیست پیر-ژوزف پرودون به عنوان نماینده سوسیالیسم محافظه کار یا بورژوایی انتقاد کردند.
سوسیالیسم دهقانی، سوسیالیسم صنفی، سوسیالیسم نظامی، سندیکالیسم ملی، پرونیسم، سوسیالیسم پروس و سوسیالیسم دولتی توسط نویسندگان مختلف گاهی سوسیالیسم راست نامیده می‌شود. مورخ ایشای لاندا ماهیت سوسیالیسم جناح راست را کاملاً سرمایه‌داری توصیف کرده‌است.